# Maria Magdalena
Maria Magdalena o Maria de Magdala (grec antic: Μαριὰμ ἡ Μαγδαληνή, ἡ Μαγδαληνὴ Μαρία i Μαρία ἡ Μαγδαληνή; hebreu: מִרְיָם הַמַּגְדָּלִית‎) és esmentada, tant en el Nou Testament canònic com en diversos evangelis apòcrifs, com una distingida deixebla de Jesús de Natzaret. És considerada santa per l'Església Catòlica Romana, l'Església Ortodoxa i la Comunió Anglicana, les quals en celebren la festa el 22 de juliol. Revesteix una especial importància per als corrents gnòstics del cristianisme. El seu nom fa referència al lloc de procedència, Magdala, una ciutat situada a la costa occidental del llac de Tiberíades l'existència històrica de la qual és objecte de debat.

## Maria Magdalena al Nou Testament
La informació sobre Maria Magdalena als evangelis canònics és escassa. Se l'esmenta en relació amb quatre fets diferents: 
- D'acord amb l'Evangeli segons Lluc, Maria Magdalena va allotjar i proveir materialment Jesús i els seus deixebles durant la predicació a Galilea. S'hi afegeix que anteriorment havia estat guarida per Jesús: "L'acompanyaven els Dotze i algunes dones que havien estat guarides d'esperits malignes: Maria, anomenada Magdalena, de la qual havien sortit set dimonis [...]".
- D'acord amb els evangelis de Marc, Mateu i Joan, va ser present en la crucifixió de Jesús.

- En companyia d'altres dones, fou el primer testimoni de la resurrecció, segons una tradició en què concorden els quatre evangelis canònics. Després va comunicar la notícia a Pere i als altres apòstols.
- Segons un relat que solament apareix a l'evangeli de Joan, fou testimoni d'una aparició de Jesús ressuscitat.

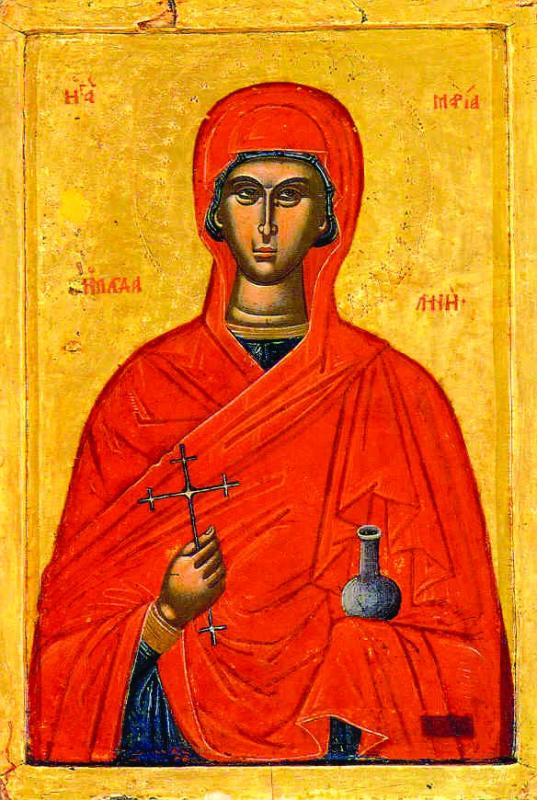
Maria Magdalena en una icona de l'Església Ortodoxa
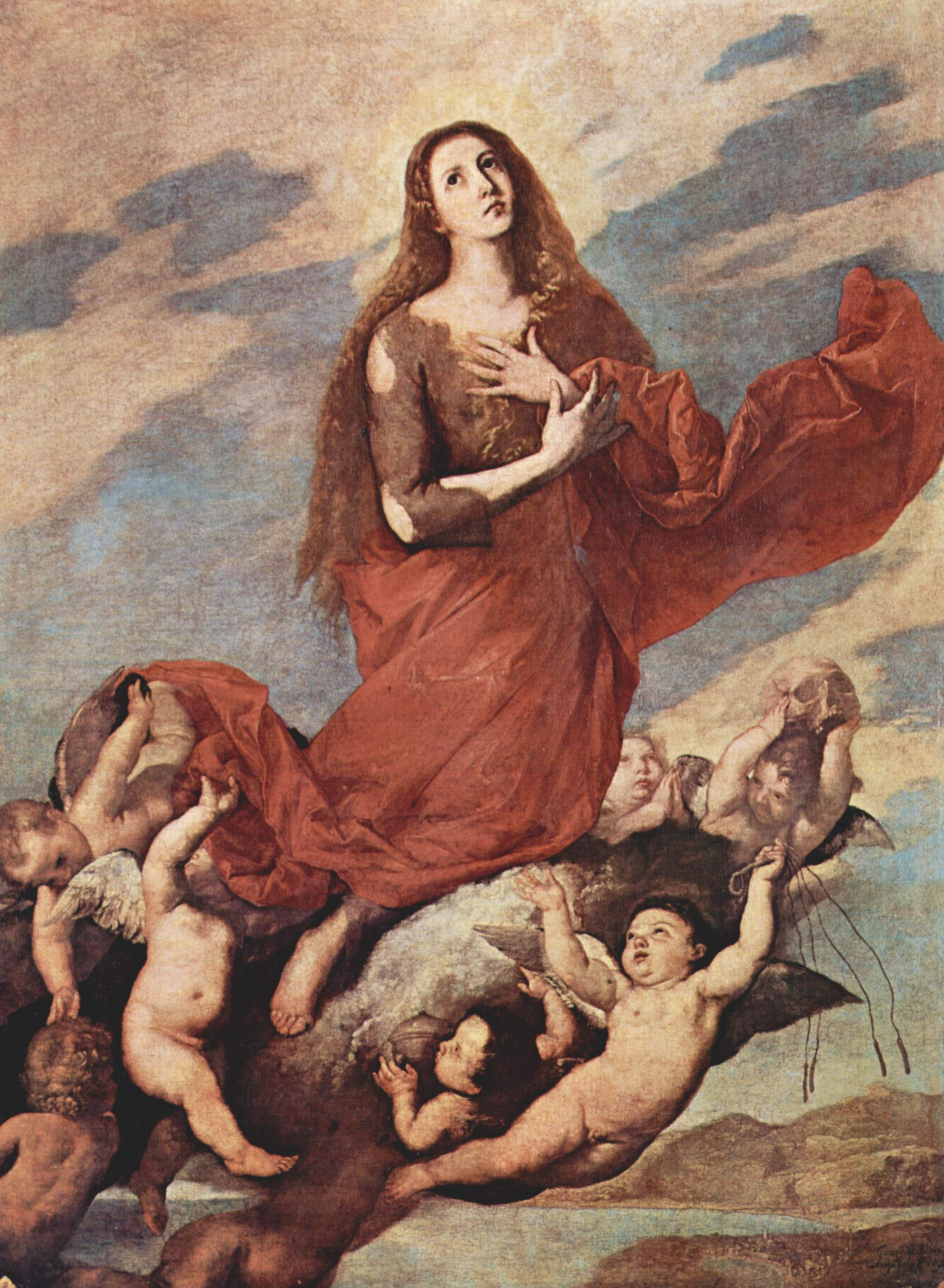
Maria Magdalena, quadre de José de Ribera
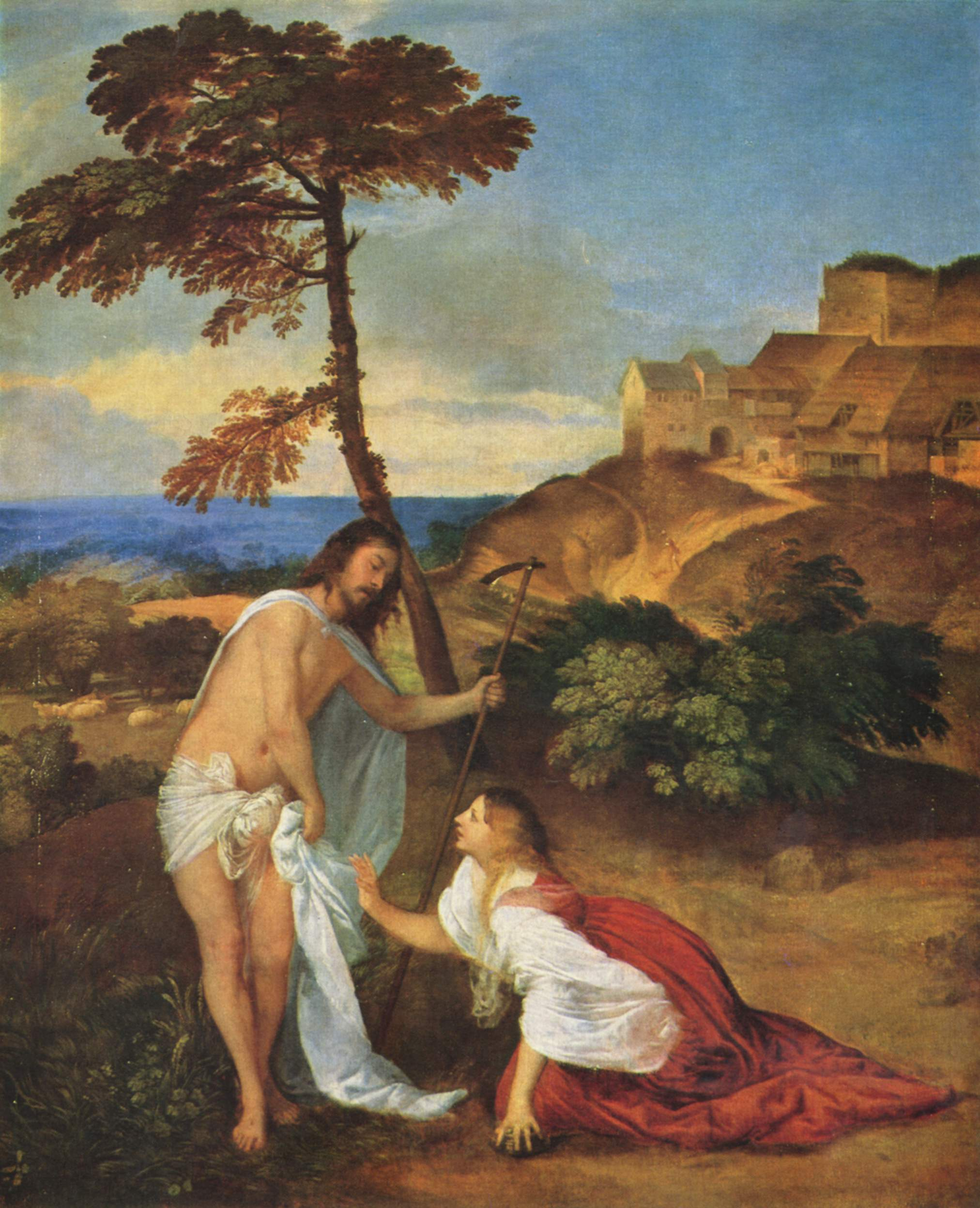
Noli me tangere, de Tiziano
Magdalena penitent, per Francesco Hayez

### Identificació amb altres personatges
Els citats són els únics passatges dels evangelis canònics en els quals és esmentada "Maria de Magdala". No obstant això, la tradició cristiana occidental (catòlica), sense basar-se en evidències textuals de cap mena, ha identificat Maria Magdalena amb altres personatges citats al Nou Testament:
- La dona adúltera que Jesús salva de la lapidació, en un episodi que solament relata l'evangeli de Joan.
- La dona que, segons els evangelis sinòptics, ungeix amb perfums els peus de Jesús i els eixuga amb els seus cabells abans de la seva arribada a Jerusalem, el nom de la qual no es menciona. Segons Marc i Mateu, la unció va tenir lloc a Betània, "a casa de Simó el leprós", i per això se la sol conèixer amb el nom de Maria de Betània.
- Maria de Betània, germana de Llàtzer, a qui s'atribueix a l'evangeli de Joan la iniciativa abans esmentada, i que apareix en altres coneguts passatges del quart evangeli, com el de la resurrecció de Llàtzer. S'identifica també amb la Maria de l'episodi dels retrets que li fa sa germana Marta (Joan 11:1).

Difosa pels teòlegs dels segles III i IV, aquesta teoria va gaudir de molta popularitat en el segle xix i va constituir un tema freqüent en la iconografia.

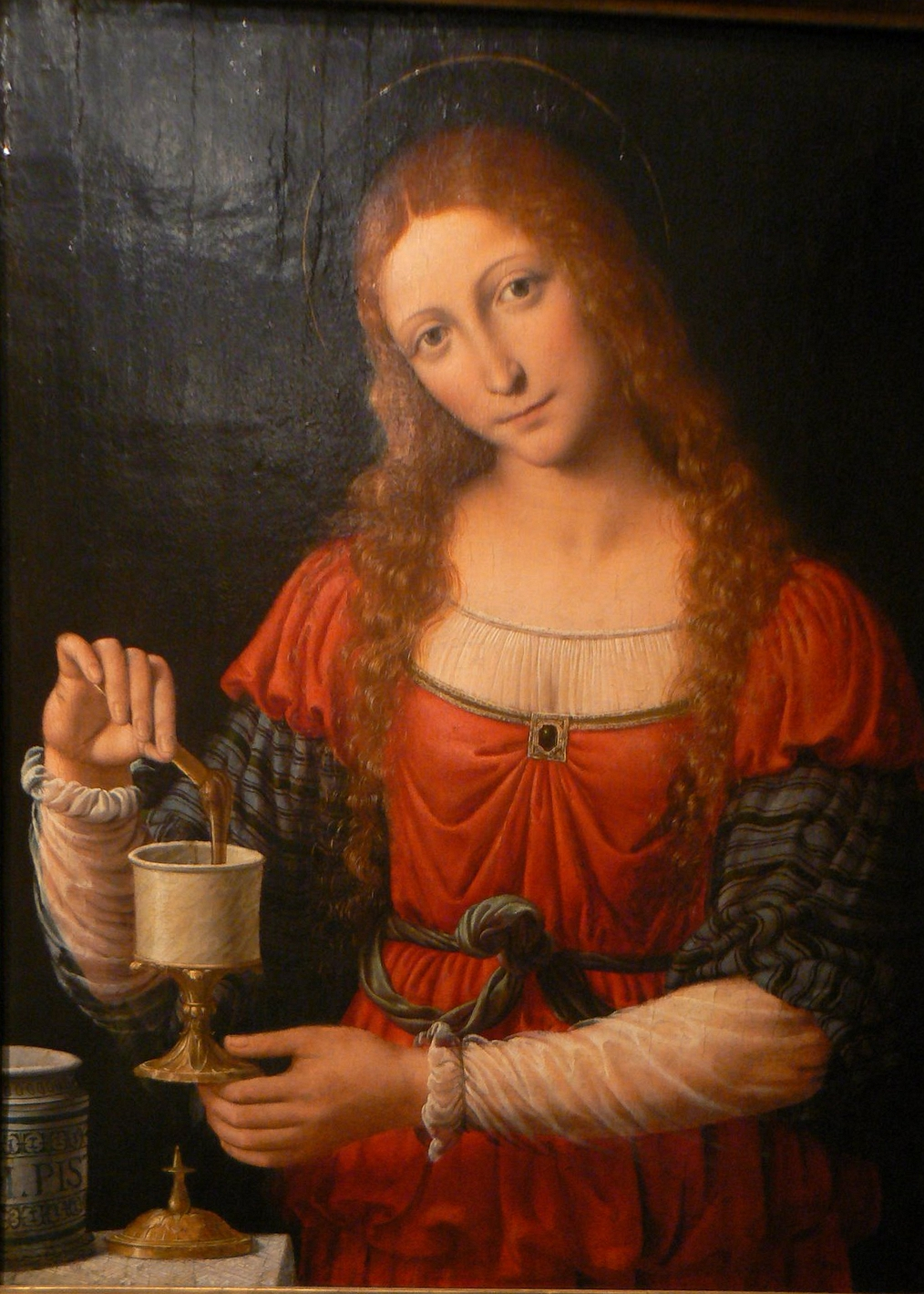
Pintura de Bernardino Luini, ca. 1525 (Baltimore, Walters Museum)
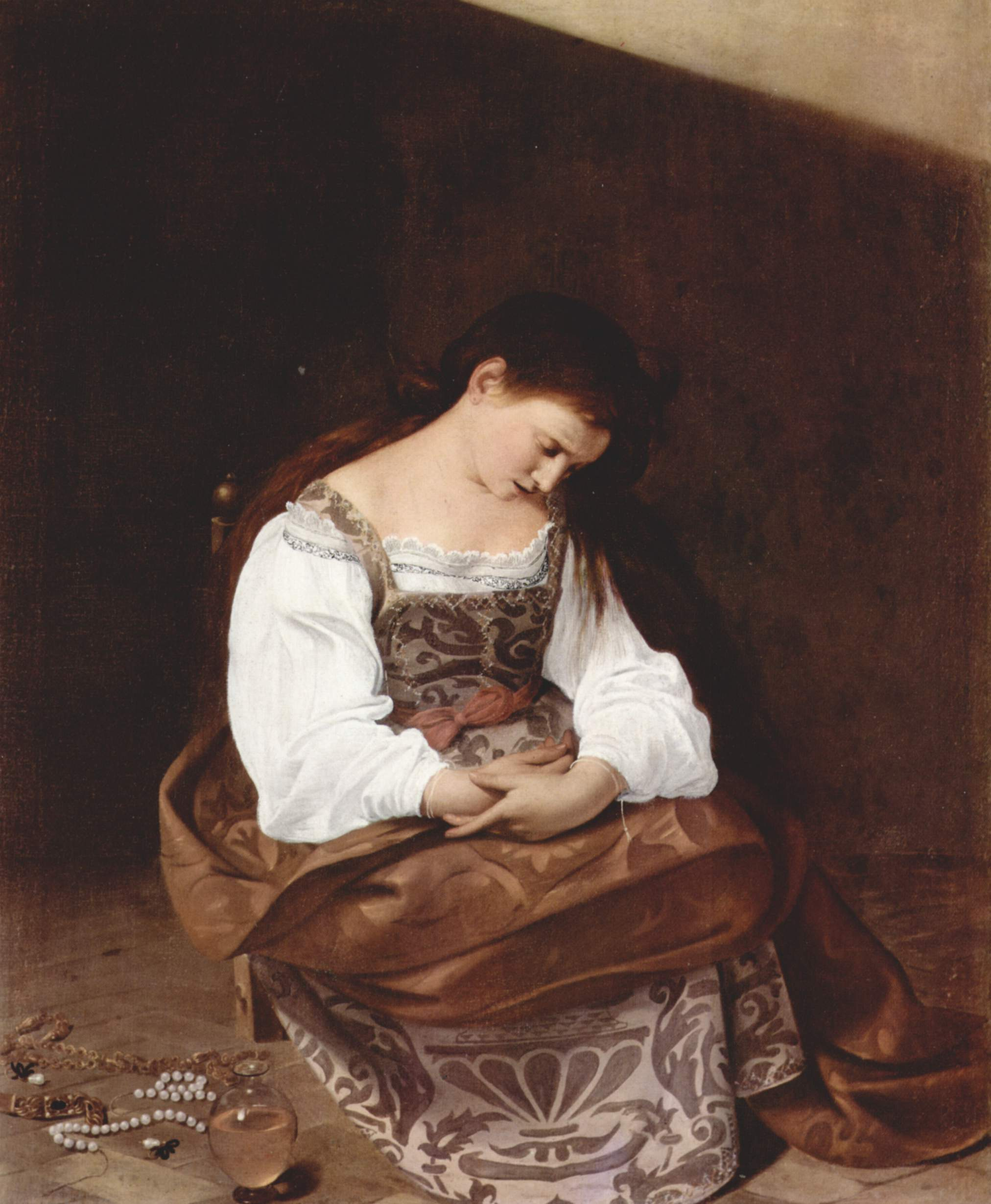
Quadre de Caravaggio, 1594-96 (Roma, Galleria Doria-Pamphij)
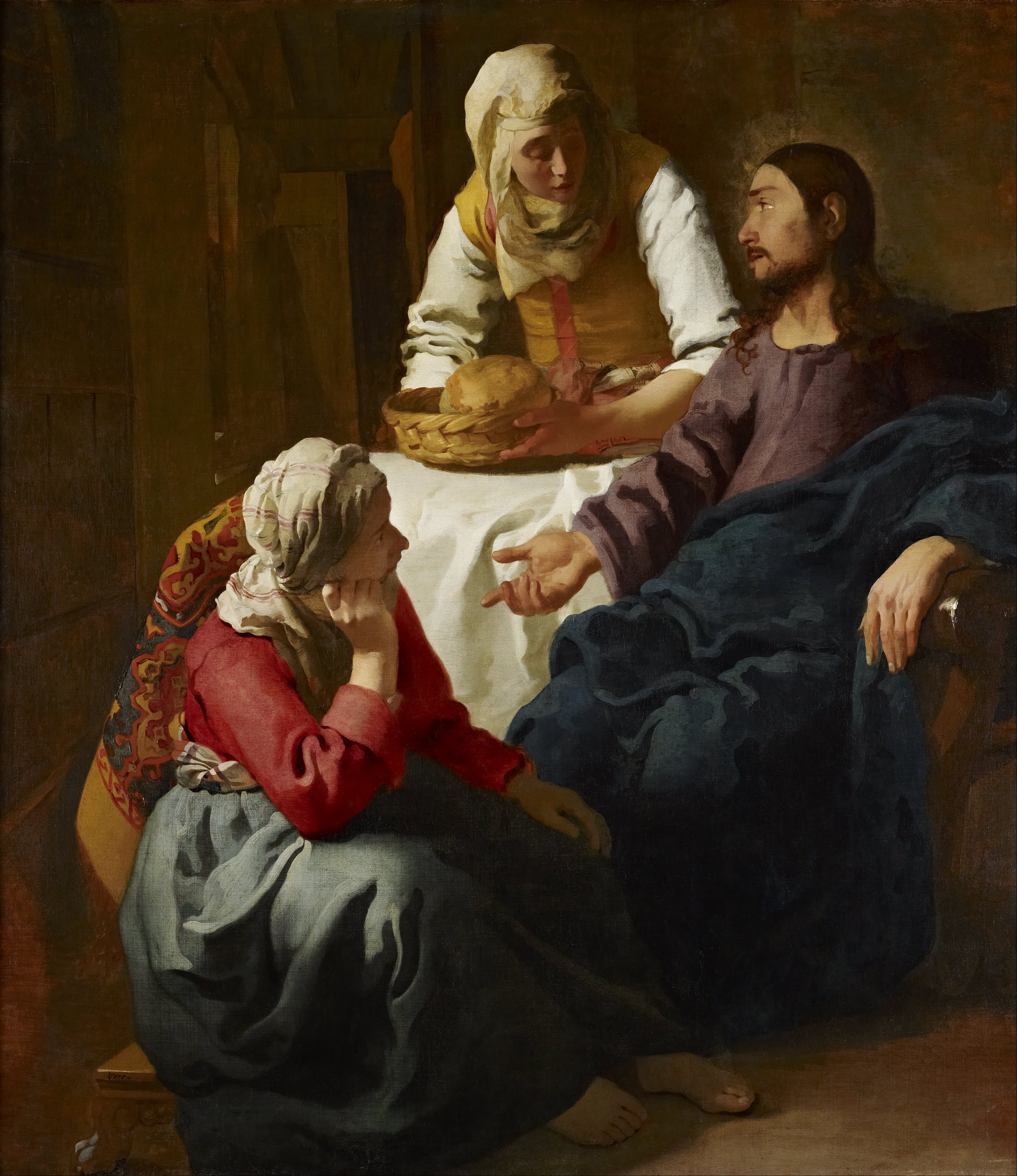
Crist a casa de Marta i Maria, per Vermeer, 1645 (Edimburg, National Gallery of Scotland)
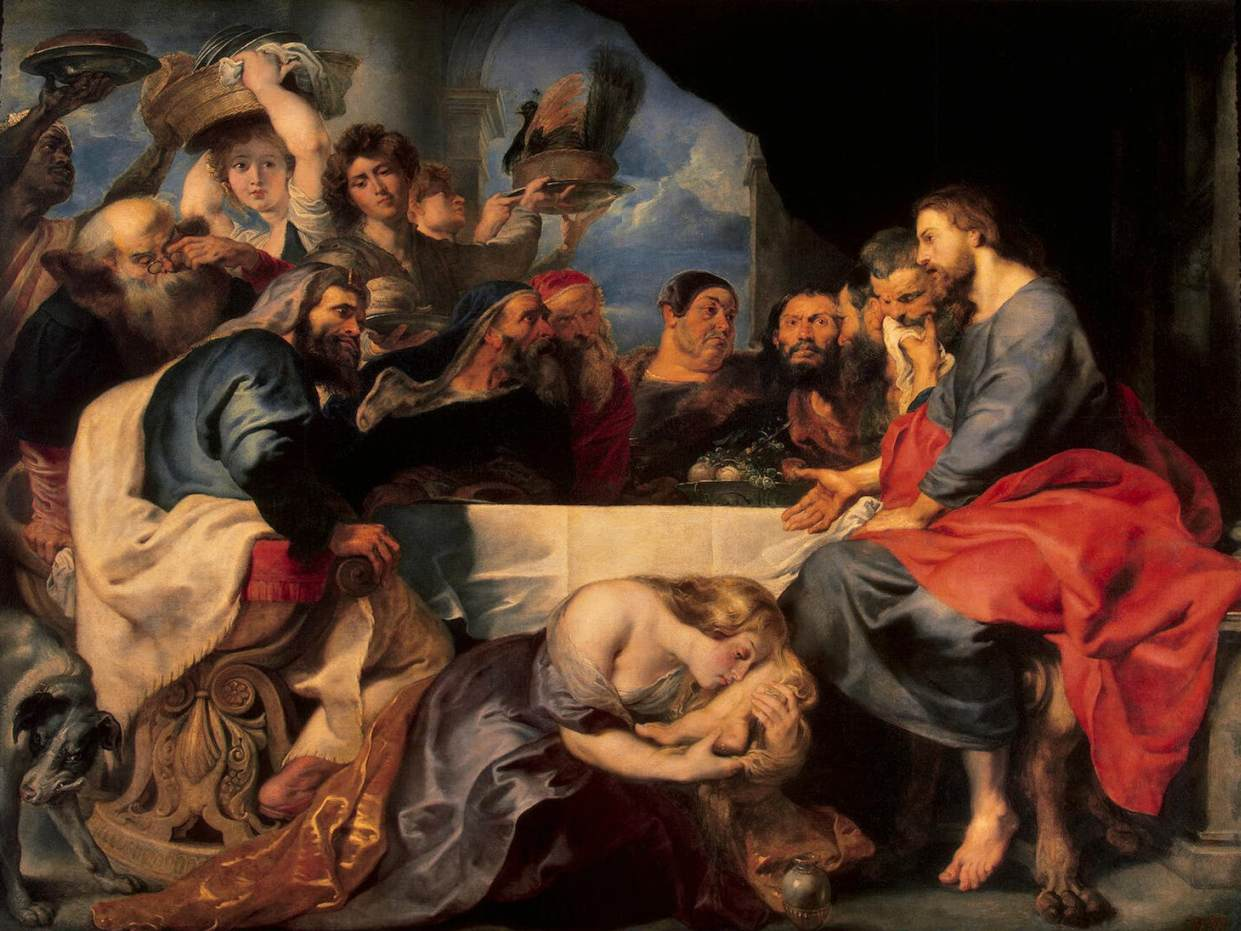
Magdalena ungint els peus de Crist, per P. P. Rubens (S. Petersburg, Ermitage)

## Maria Magdalena als evangelis apòcrifs

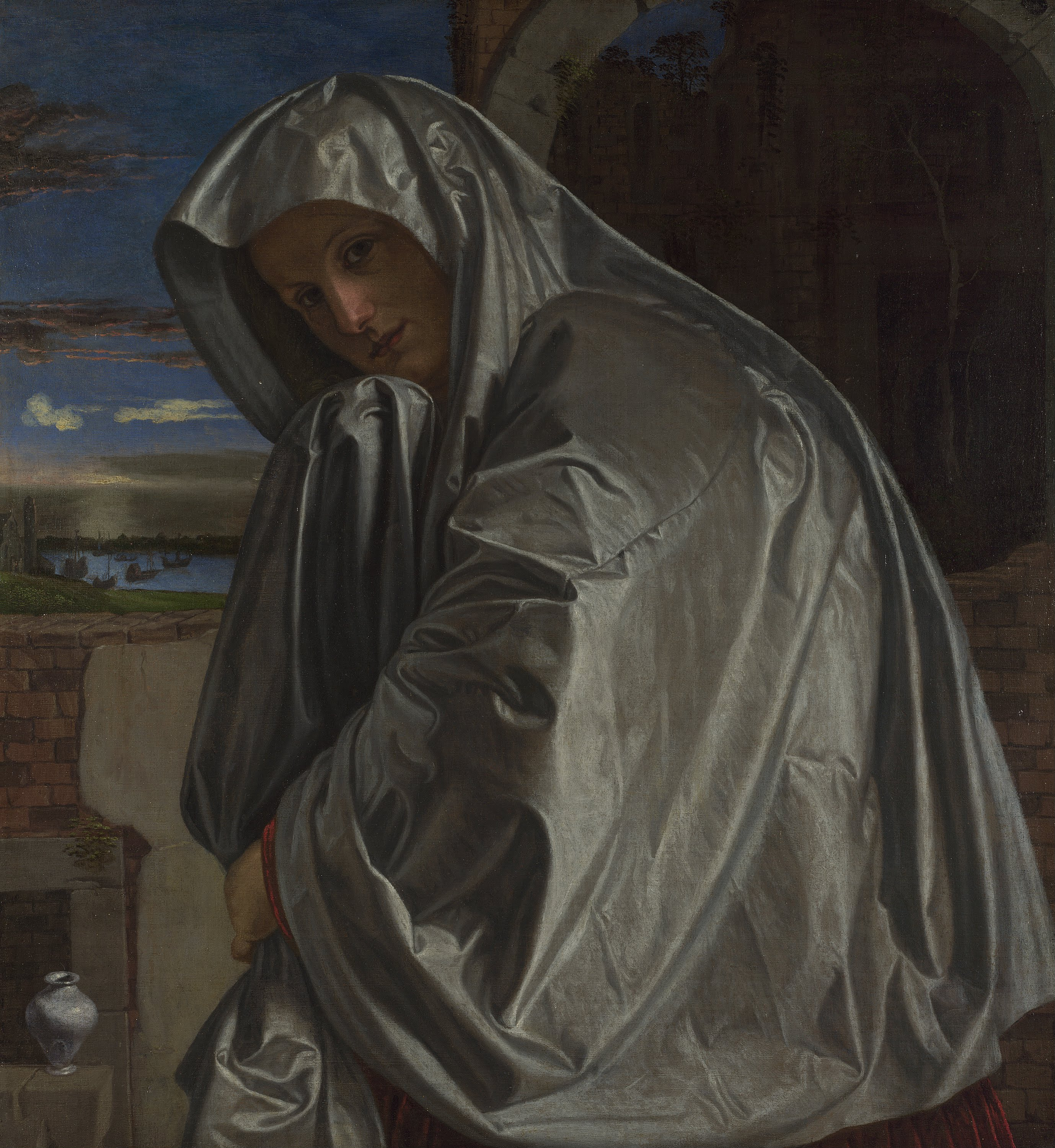
Maria Magdalena, Giovanni Girolamo Savoldo

L'evangeli de Pere solament esmenta Maria Magdalena en el seu paper de testimoni de la resurrecció de Jesús:
| « | El matí de diumenge, Maria la de Magdala, deixebla del Senyor -atemorida a causa dels jueus, car estaven rabiosos d'ira, perquè no havia fet al sepulcre del Senyor el que acostumaven a fer les dones pels seus morts estimats-, va prendre les seves amigues amb ella i va venir al sepulcre on havia estat dipositat.. | » |

En dos –pel cap baix–dels textos gnòstics coptes trobats a Nag Hammadi, l'evangeli de Tomàs i l'evangeli de Felip, Maria Magdalena apareix esmentada com a deixebla de Jesús, amb una relació tan propera com la dels apòstols. A l'evangeli de Tomàs hi ha dues mencions de "Mariham" (capítol 21 i 114), que, segons els estudiosos, fan referència a Maria Magdalena. La segona menció forma part d'un passatge enigmàtic que ha estat objecte de diverses interpretacions: 
| « | Simó Pere els va dir: «Que s'allunyi "Mariham" de nosaltres!, car les dones no són dignes de la vida». Va dir Jesús: «Mira, jo m'encarregaré de fer-la mascle, de forma que també ella es converteixi en un esperit vivent, idèntic a vosaltres els homes: ja que tota dona que es faci mascle entrarà al regne del cel».. | » |

En l'evangeli de Felip (capítol 32) se la considera la companya (κοινωνος) de Jesús:
| « | Tres (eren les que) caminaven contínuament amb el Senyor: la seva mare, Maria, la germana d'aquesta i Magdalena, la qual és designada com la seva companya [κοινωνος]. Es deien Maria, en efecte, sa mare, sa tia i la seva companya, conegudes popularment com 'les tres Maries' | » |

En el capítol 36 d'aquest mateix evangeli s'hi diu que "el Senyor la va besar (a la boca) repetides vegades" perquè l'estimava més que a tots els deixebles.
Finalment, una altra important referència al personatge es troba a l'evangeli de Maria Magdalena, text del qual es conserven solament dos fragments grecs del segle iii, i un altre, més extens, en copte, del segle v. Al text, tres apòstols discuteixen sobre el testimoni de Maria Magdalena sobre Jesús. Andreu i Pere desconfien del seu testimoni i és Leví (l'apòstol Mateu) qui defensa Maria.

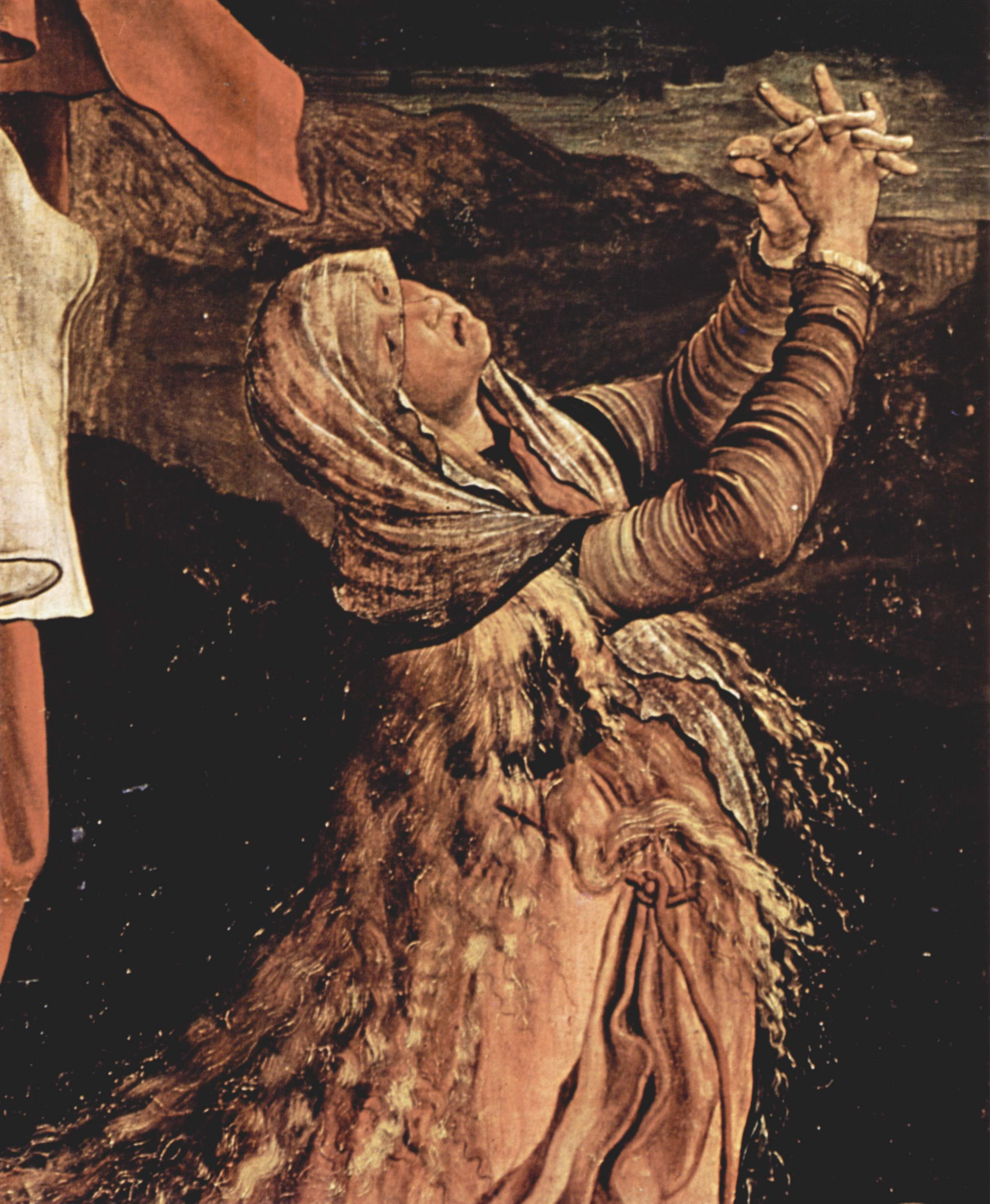
Detall del calvari de Mathias Grünewald al Retaule d'Issenheim, 1512-16 (Colmar, Musée d'Unterlinden)
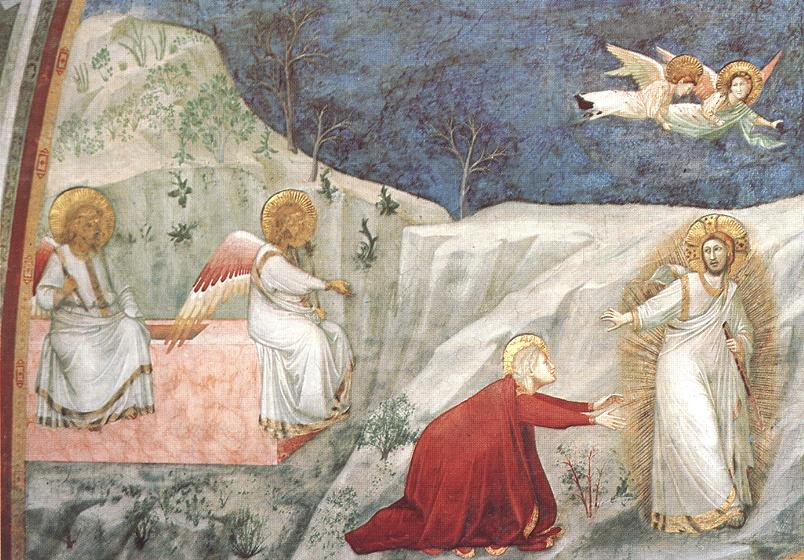
Noli me tangere, fresc de Giotto a la Basílica de Sant Francesc d'Assís, s. XIII
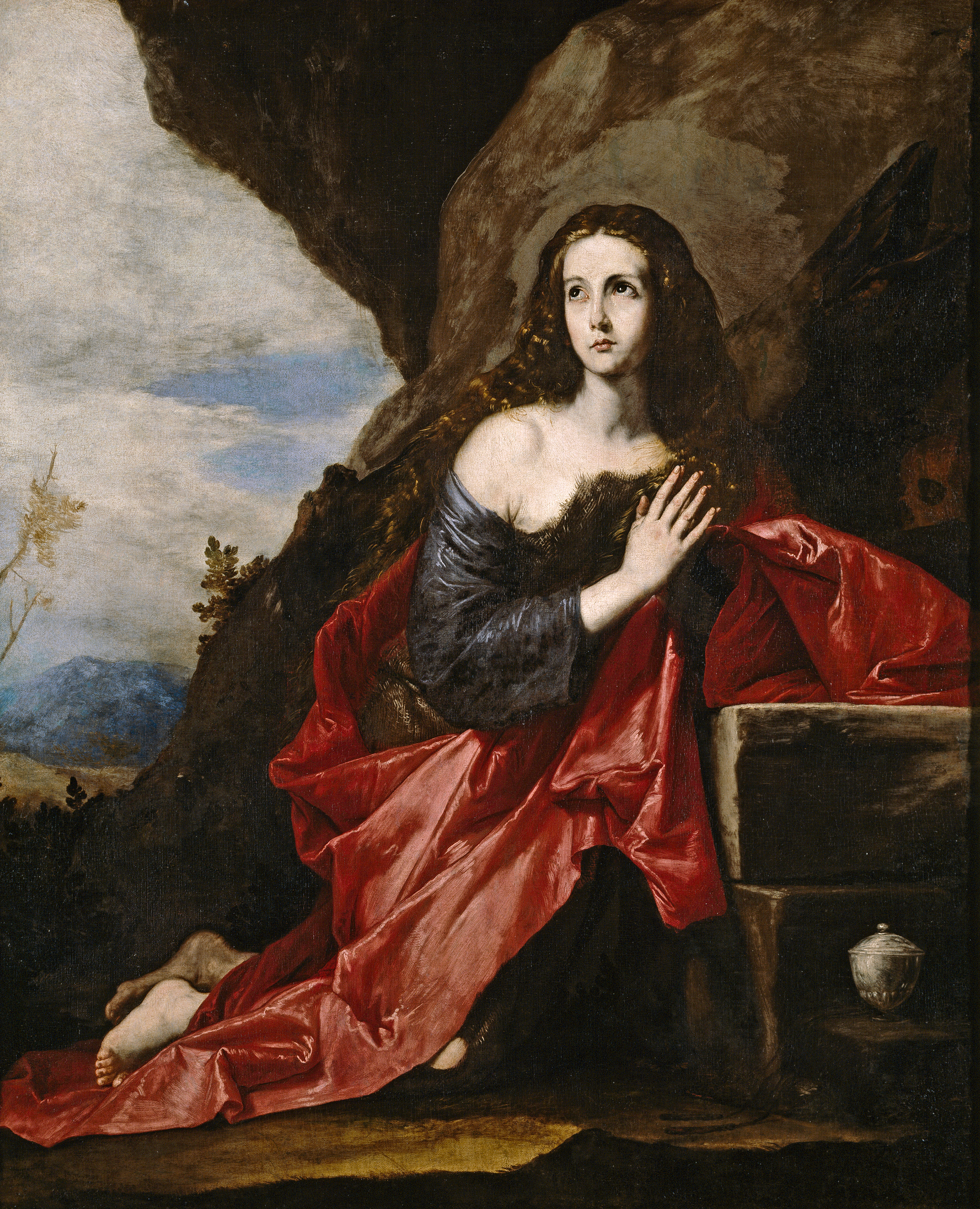
Com a penitent, per Josep de Ribera, 1641 (Madrid, El Prado)
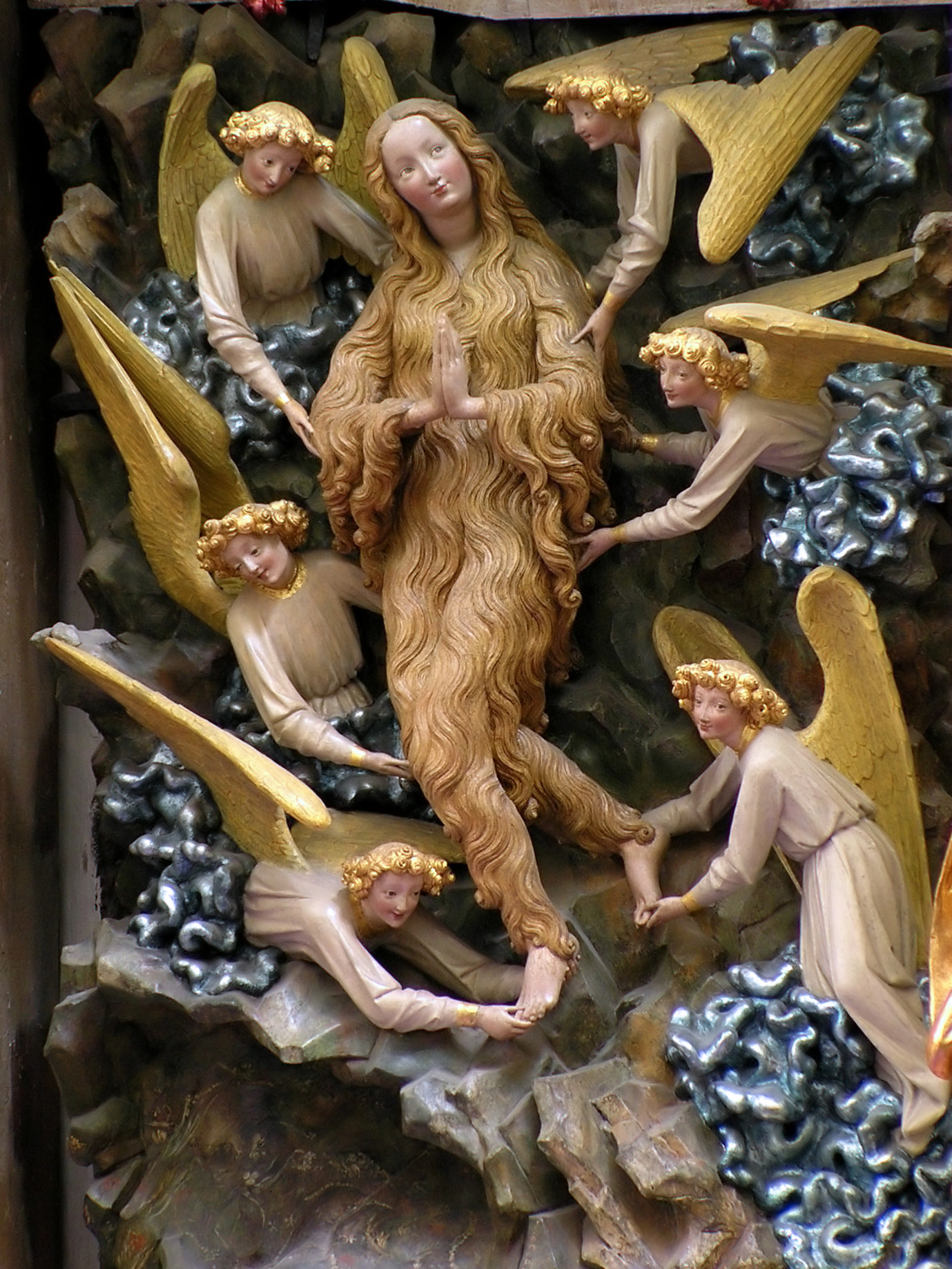
Assumpció de Maria Magdalena, d'un retaule del final del s. XIV (S. Joan de Torun, Polònia)

## Llegendes posteriors
Segons la tradició ortodoxa, Maria Magdalena es va retirar a Efes amb la Verge Maria i l'apòstol sant Joan i va morir allí. El 886, les seves relíquies foren traslladades a Constantinoble, on es conserven en l'actualitat. Gregori de Tours (De miraculis, I, xxx) corrobora la tradició segons la qual es va retirar a Efes, i no esmenta cap relació amb França.
Més endavant, això no obstant, va sorgir al món catòlic una tradició diferent, segons la qual Maria Magdalena (identificada amb Maria de Betània), el seu germà Llàtzer i Maximí, un dels setanta-dos apòstols, així com alguns companys, van viatjar amb barca pel mar Mediterrani fugint de les persecucions a Terra Santa i van desembarcar finalment a les Santes Maries de la Mar, a prop d'Arles. Posteriorment, Maria Magdalena va viatjar fins a Marsella, des d'on va emprendre, suposadament, l'evangelització de la Provença, fins que finalment es retirà a una cova –la Sainte-Baume– als afores de Marsella, on hauria dut una vida de penitència durant 30 anys. Segons aquesta llegenda, quan va arribar l'hora de la seva mort, fou portada pels àngels a Ais de Provença, on va rebre l'eucaristia de mans de Maximí d'Ais. El seu cos fou sepultat en un oratori construït per aquest sant a Villa Lata, conegut des de llavors com Sant Maissemin de la Santa Bauma (Ais de Provença).

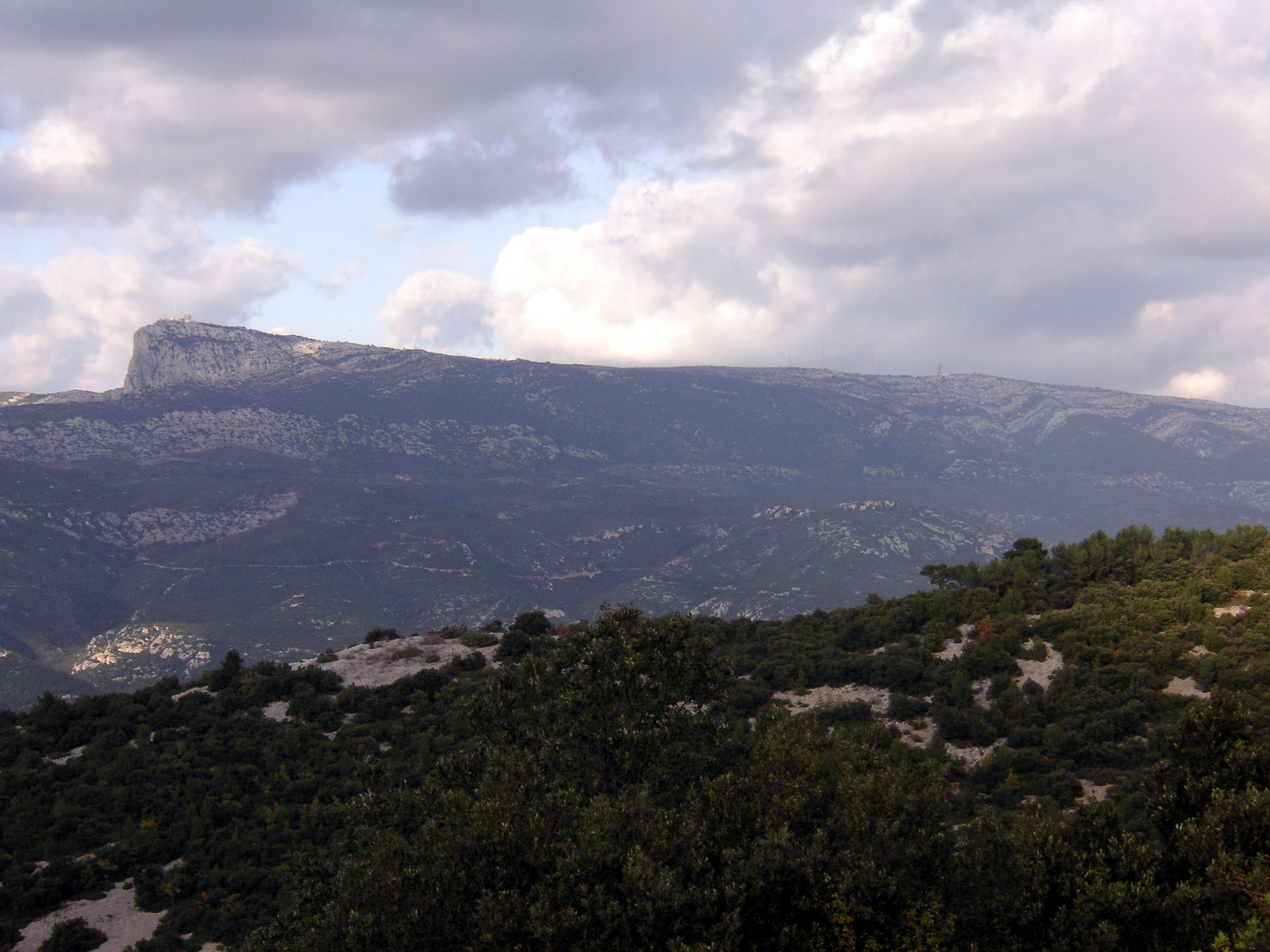
Massís de la Santa Bauma
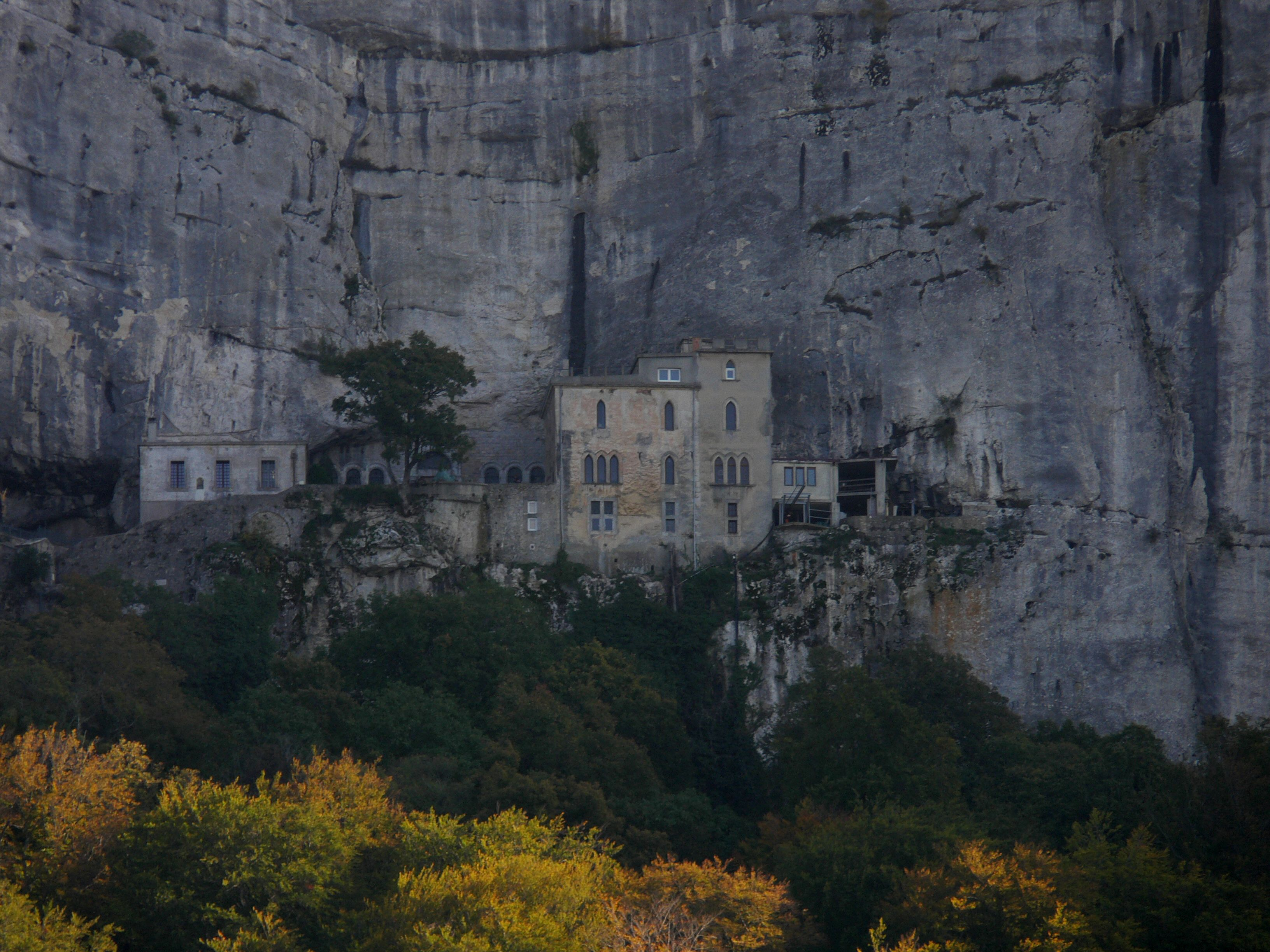
Santuari de la Santa Bauma, on segons la tradició la santa va viure com a eremita
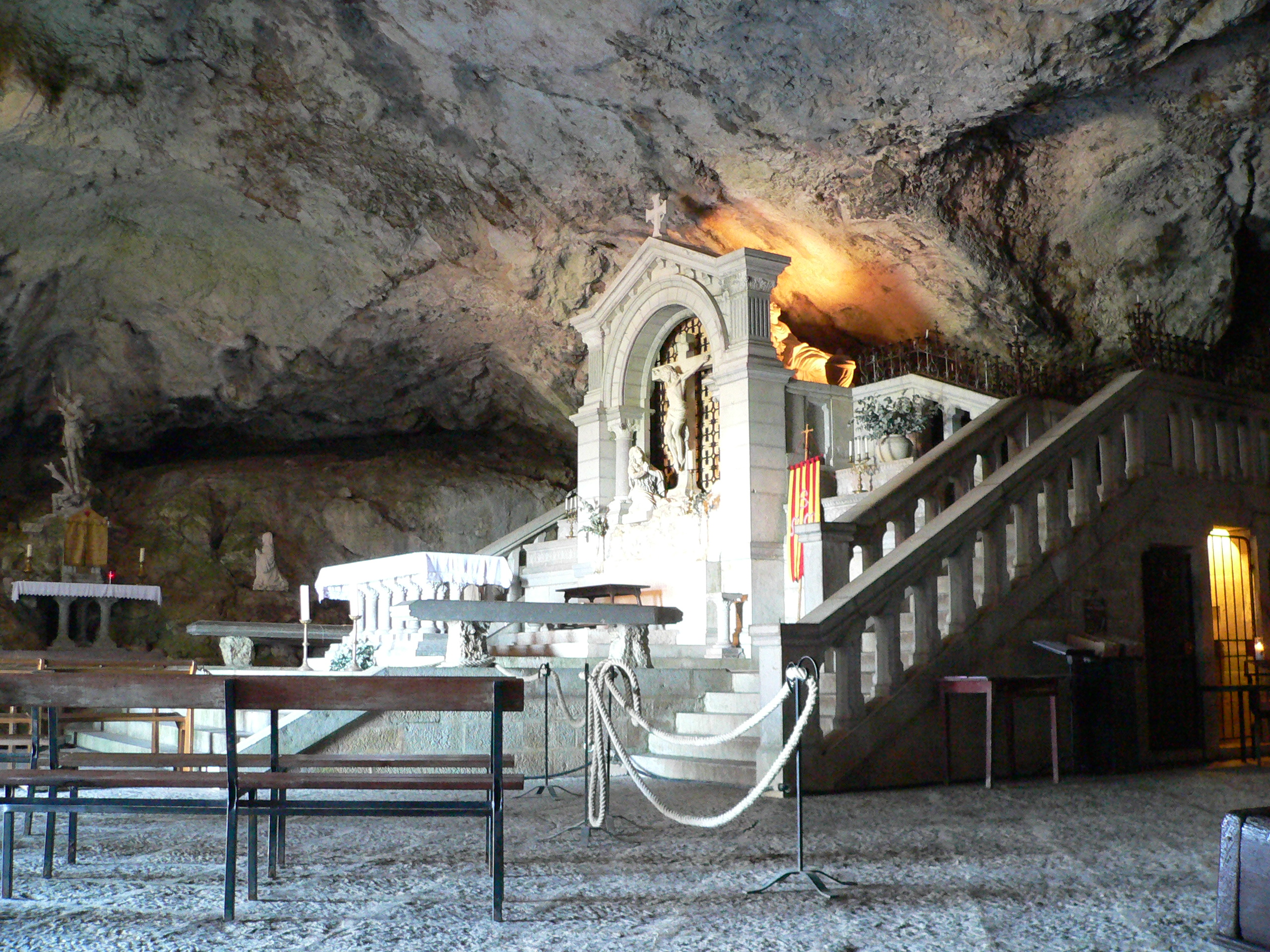
Capella a la Santa Bauma, prop d'Ais
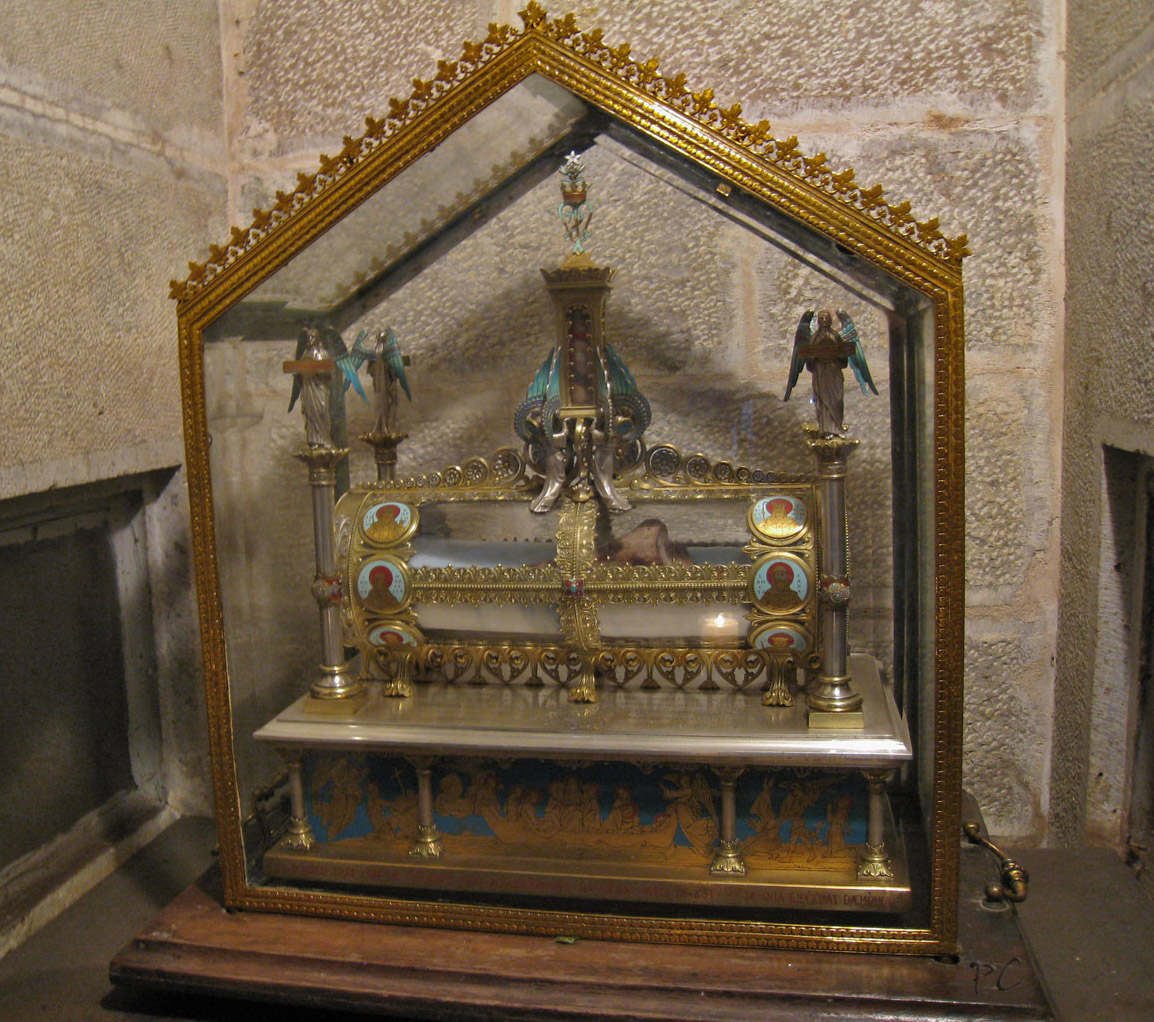
Reliquiari amb una tíbia de la santa, a la Santa Bauma

### Tradició de l'ou de Pasqua
Existeix una antiga tradició cristiana de pintar ous de Pasqua. Aquests ous simbolitzen la nova vida i Crist emergint de la tomba. De fet, els cristians ortodoxos acompanyen aquesta tradició amb la consigna 'Crist ha ressuscitat!'.
Una de les tradicions conta que, després de la resurrecció, Tiberi va invitar Maria Magdalena a un dinar i ella va sostenir un ou davant seu i va exclamar: "Crist ha ressuscitat!". Tiberi se'n va riure i li va dir que això era tan probable com que l'ou es tornés vermell mentre el subjectava. Abans que acabés de parlar l'ou es va tornar vermell.

## Veneració de Maria Magdalena

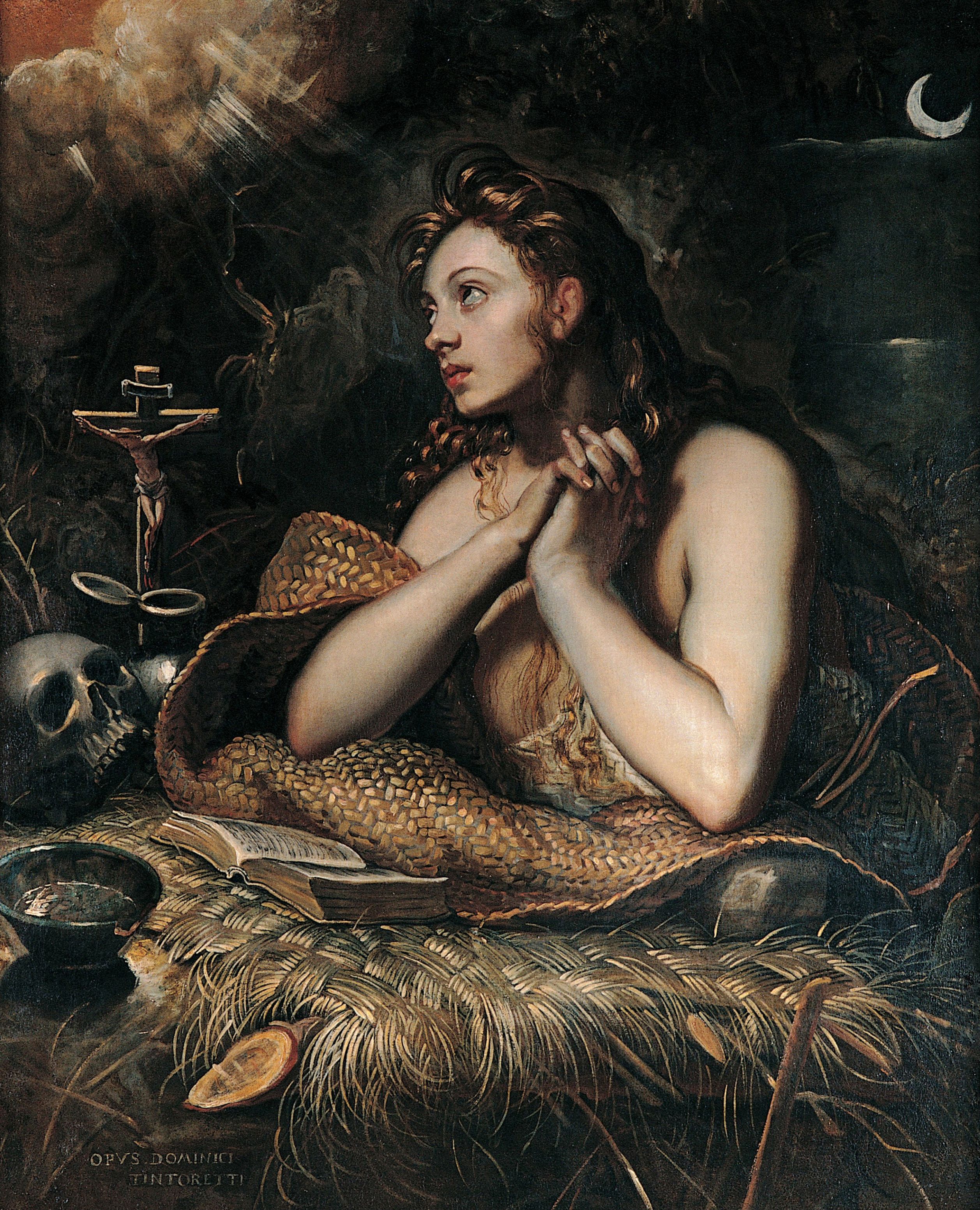
Tintoretto, Maria Magdalena

### Vézelay
El primer lloc de França en què se sap que hom va retre culte a Maria Magdalena fou la ciutat de Vézelay, a la Borgonya. Tot i que, segons sembla, en els seus inicis el temple de Vézelay era dedicat a la Mare de Déu, i no pas a Maria Magdalena, per alguna raó els frares van decidir que l'abadia era el lloc on s'havia sebollit Maria Magdalena. Com a resultat d'això hi ha testimonis de peregrinacions al sepulcre de Maria Magdalena a Vézelay des de, com a mínim, l'any 1030. El 27 d'abril de 1050, una butlla del papa Lleó IX col·locava oficialment l'abadia de Vézelay sota el patronat de Santa Maria Magdalena. Iacopo da Varazze refereix la versió oficial del trasllat, el 771, de les relíquies de la santa des del seu sepulcre a l'oratori de Sant Maximí a Ais de Provença fins a l'abadia de Vézelay, fundada feia poc. El sant Maximí d'aquesta llegenda és un personatge que combina trets del bisbe històric Maximí amb el Maximí que segons la llegenda va acompanyar Maria Magdalena, Marta i Llàtzer a la Provença. La major part de les suposades relíquies van desaparèixer durant les guerres de religió del segle xvi.

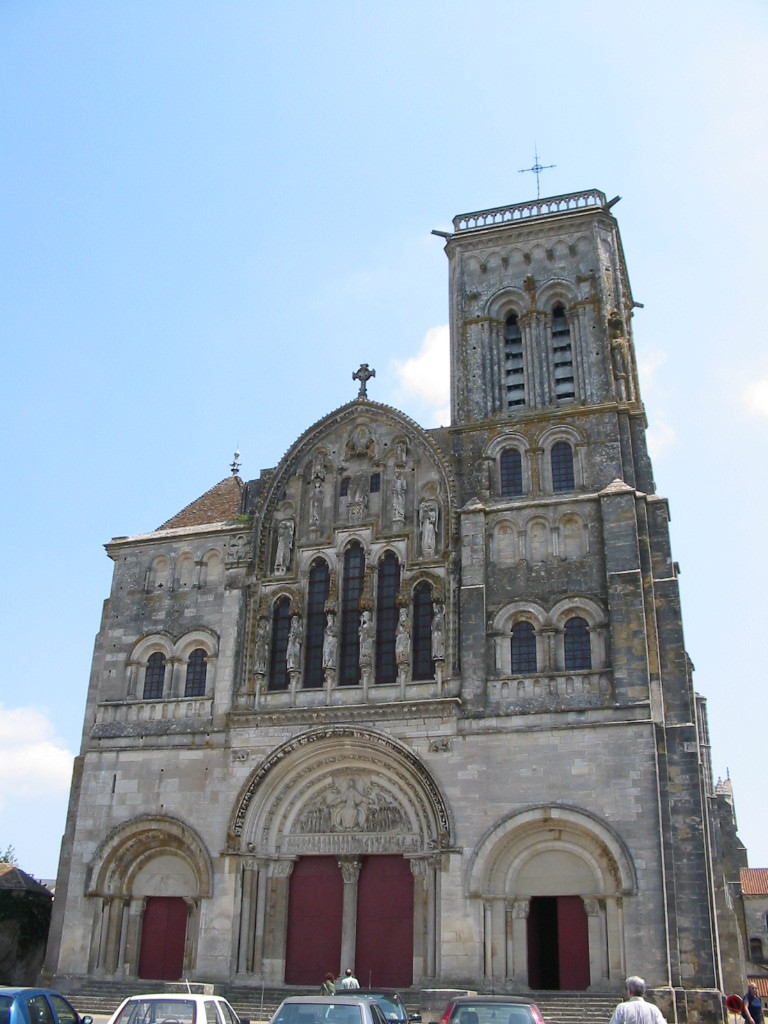
Façana de la basílica de Vézelay
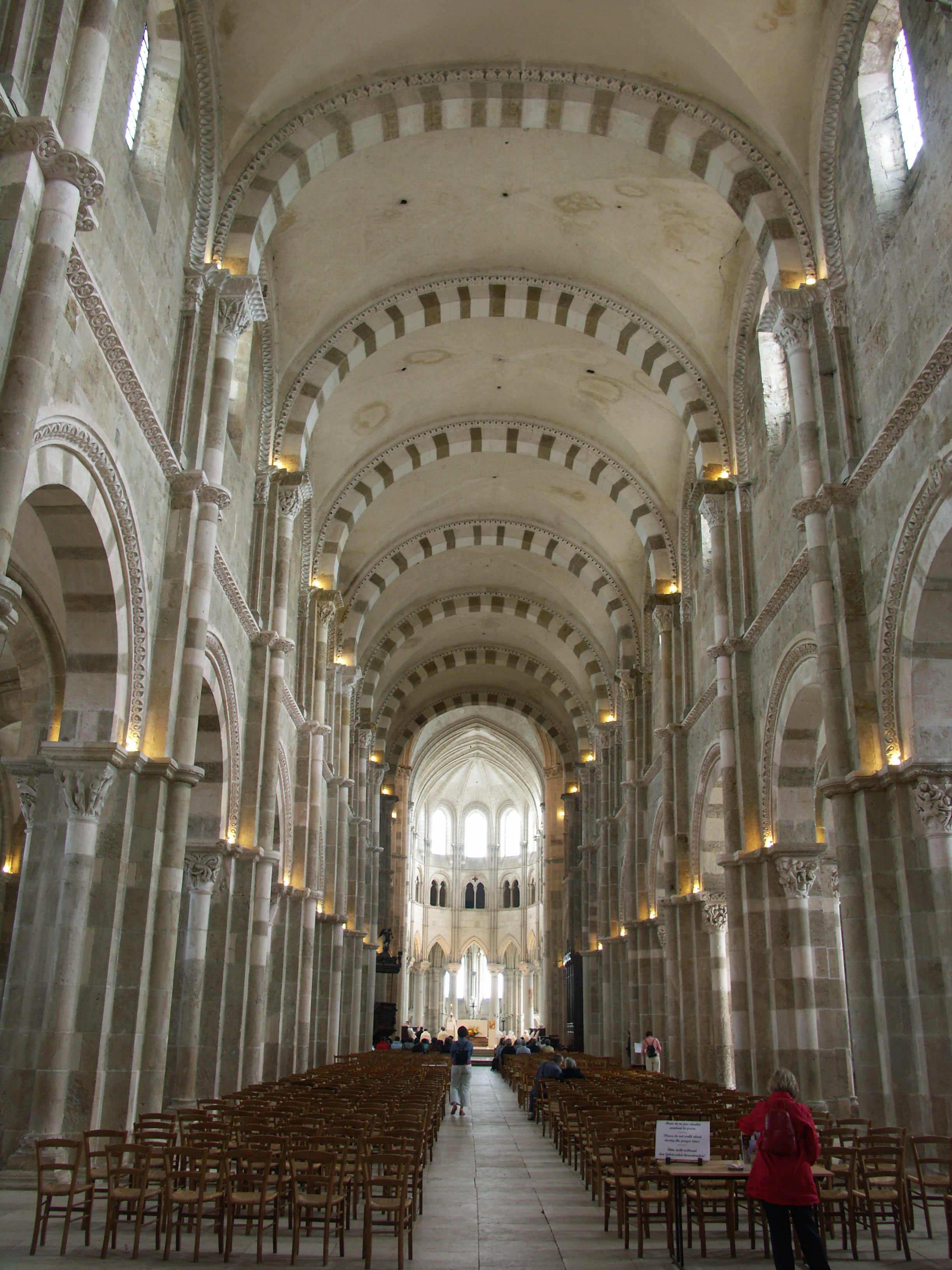
Nau de la Basílica de Vézelay (Borgonya)

### Saint-Maximin
Un culte posterior que va atreure nombrosos pelegrins es va iniciar quan el cos de Maria Magdalena fou oficialment descobert, el 9 de setembre de 1279, a Saint-Maximin-la-Sainte-Baume, Provença, pel llavors príncep de Salern, futur rei Carles II de Nàpols. En aquesta ubicació, es va construir un gran monestir dominic, d'estil gòtic, un dels més importants del sud de França.
El 1600, les suposades relíquies foren dipositades dins un sarcòfag encarregat pel papa Climent VIII, però el cap es va dipositar a part, en un reliquiari. Les relíquies foren profanades durant la Revolució Francesa. El 1814 es va restaurar el temple i es va recuperar el cap de la santa, que es venera actualment en aquest indret.

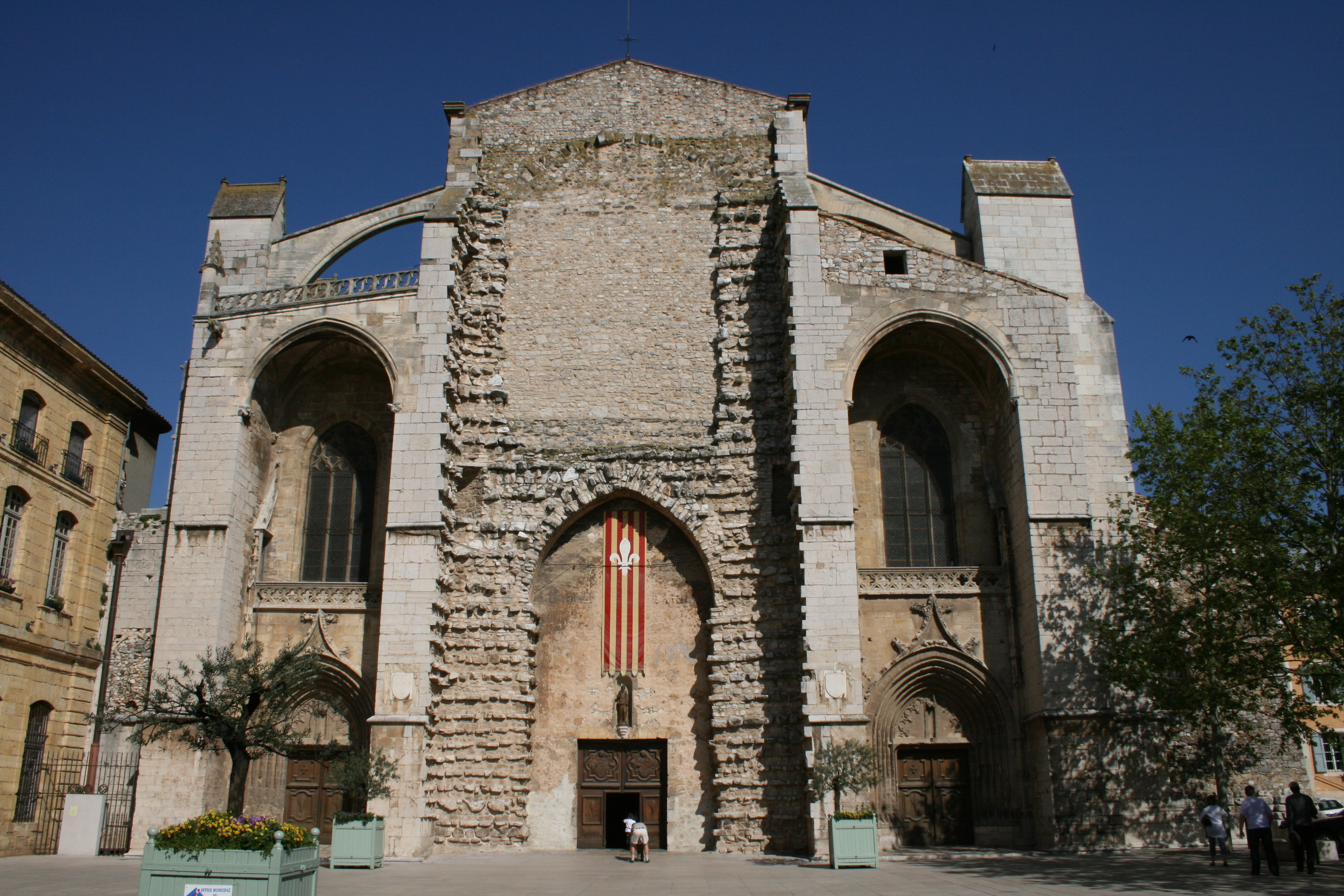
Façana de la basílica de Sant Maissimin
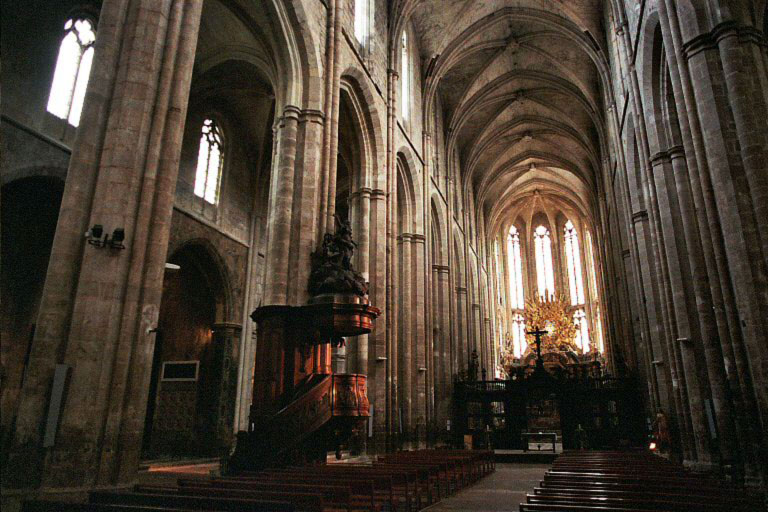
Nau de la basílica de Santa Maria Magdalena de Sant Maissimin de la Santa Bauma
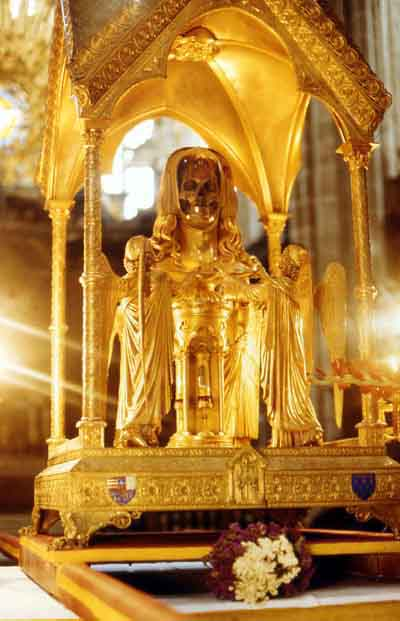
Reliquiari del crani de la santa a Sant Maissimin

## Maria Magdalena segons l'Església Catòlica
Maria Magdalena és venerada per l'Església catòlica, oficialment, com a Santa Maria Magdalena. Existeixen diversos temples en tot el món dedicats a aquesta santa catòlica.

### La Magdalena penitent
Mentre que el cristianisme oriental venera especialment Maria Magdalena per la seva proximitat a Jesús, considerant-la "igual als apòstols", a Occident, basant-se en la seva identificació amb altres dones dels evangelis (vegeu més amunt), es va estendre la idea que abans de conèixer Jesús s'havia dedicat a la prostitució. Aquesta idea neix, en primer lloc, de la identificació de Maria Magdalena amb la pecadora citada als evangelis, de la qual es diu únicament que era pecadora i que, en ser-li perdonats els pecats, va estimar molt (Lluc, 7:47); en segon lloc, a Lluc 8:2 es diu, aquest cop referint-se clarament a Maria Magdalena, que d'ella "havien sortit set dimonis". Com pot veure's, res en aquests passatges evangèlics permet de concloure que Maria Magdalena es dediqués a la prostitució.
No es coneix amb exactitud quan va començar a identificar-se Maria Magdalena amb Maria de Betània i la pecadora de Lluc 7:36-50, però ja en una homilia del papa Gregori Magne (pronunciada el 591) s'expressa inequívocament la identitat d'aquestes tres dones, i es presenta Maria Magdalena com una prostituta penedida. Per això la llegenda posterior fa que passi la resta de la seva vida en una cova al desert, fent penitència i mortificant-se la carn; des d'aleshores són freqüents a l'art occidental les representacions de la "Magdalena penitent".
La imatge de Maria Magdalena com a penitent també es pot confondre amb la tradició de Maria Egipcíaca, santa del segle v, la qual segons La vida dels Sants de Iacopo da Varazze, s'havia dedicat a la prostitució i es va retirar al desert a expiar els seus pecats. És habitual de veure representacions de Maria Egipcíaca, amb cabells llargs que li cobreixen el cos o envoltada amb canyissos, com a símbols de la seva penitència al desert. Aquests atributs de vegades també acompanyen Maria Magdalena, cosa que origina sovint la confusió de totes dues santes.
En la tradició catòlica, per tant, Maria Magdalena va passar a ser un personatge secundari, tot i la seva indubtable importància en la tradició evangèlica. El relegament que va patir Maria Magdalena ha estat relacionat per alguns autors amb la situació subordinada de la dona a l'Església. Aquesta opinió contrasta, segons alguns teòlegs catòlics, amb l'especial consideració que reserva l'Església per a santa Maria, mare de Jesús.
El 1969, l'Església Catòlica va retirar del calendari litúrgic l'apel·latiu de "penitent" adjudicat tradicionalment a Maria Magdalena; així mateix, des d'aquesta data, ja no s'empra en la litúrgia de la festivitat de Maria Magdalena la lectura de l'evangeli de Lluc sobre la dona pecadora. Des de llavors, l'Església Catòlica ha deixat de considerar Maria Magdalena una prostituta penedida. Tanmateix, aquesta visió continua sent la predominant per a molts catòlics.

### Maria Magdalena i altres santes catòliques
Santa Maria Magdalena fou font d'inspiració per a una de les místiques més importants de l'Església Catòlica, santa Teresina del Nen Jesús, la qual admirava aquest amor tan profund relatat a l'Evangeli, a partir del qual Maria Magdalena està absolutament disposada a servir qui estima; així, santa Teresa va decidir dedicar la seva vida a qui més estimava: Jesús de Natzaret (cf. LT 169 Santa Teresa). El 1894 va escriure: "Jesús ens ha defensat en la persona de Maria Magdalena".
Una altra destacada mística catòlica que va trobar inspiració i consol en santa Maria Magdalena fou la doctora de l'Església santa Teresa d'Àvila, la qual va referir haver rebut ajuda espiritual de Maria Magdalena.

## Iconografia
Acostuma a aparèixer representada en les escenes que fan referència a la Crucifixió i l'Enterrament de Jesús. També és una de les "tres maries" que protagonitzen el relat evangèlic de la Resurrecció de Jesús. És així mateix protagonista de l'escena coneguda com a Noli me tangere.
En les escenes relacionades amb l'enterrament i la Resurrecció acostuma a portar un pot d'ungüents a les mans. Així mateix, sol anar vestida d'una manera que permet distingir-la amb facilitat de les altres dones.
A partir del Renaixement té àmplia difusió el tipus iconogràfic de la Magdalena penitent, que la mostra seminua, amb els cabells solts que la caracteritzen i acompanyada d'atributs propis dels sants penitents com una calavera, un crucifix o un llibre.
Sovint, els artistes van carregar de sensualitat la representació de la Magdalena penitent.

### Obresː

#### Cicles narratius i episodis de la seva vida
- Retaule de Santa Magdalena de Perella, atribuït a Bernat Martorell 1437-1452 (Museu Episcopal de Vic)
- Retaule de Santa Maria Magdalena de Santes Creus[12]
- La predicació de Maria Magdalena, pintura atribuïda al taller d'Anton Ronzen.1517. Museu d'Història de Marsella.(dipòsit del Musée National du Moyen Âge)

#### Representacions de la Crucifixió i l'enterrament de Jesús
- El davallament de la Creu (Van der Weyden)

#### Magdalena penitent (pintures)
- Magdalena penitent (El Greco, Montserrat)

#### Magdalena penitent (escultures)
- Magdalena Penitent, de Donatello
- Maria Magdalena Penitent, de Pedro de Mena

## Teories recents sobre Maria Magdalena

### Esposa de Jesús
Alguns autors recents han posat en circulació una hipòtesi segons la qual Maria Magdalena hauria estat la muller o la companya sentimental de Jesús de Natzaret, a més de la dipositària d'una tradició cristiana de signe feminista que hauria estat curosament amagada per l'Església Catòlica. Aquestes idees foren desenvolupades primer en alguns llibres de pseudohistòria, com L'enigma sagrat ("The Holy Blood and the Holy Grail", 1982), de Michael Baigent, Richard Leigh, Henry Lincoln, i La revelació dels templers ("The Templar Revelation", 1997), de Lynn Picknett i Clive Princey. En aquests llibres es mencionava a més una hipotètica dinastia de descendents de Jesús de Natzaret i Maria Magdalena.
Posteriorment, aquestes idees han estat aprofitades per diversos autors de ficció com Peter Berling (Els fills del Grial) i Dan Brown (El codi Da Vinci, 2003), identificant la Dinastia merovíngia com l'hipotètic llinatge, tot i que es tracta d'una afirmació gratuïta sense cap fonament científic. No existeix cap passatge ni als evangelis canònics ni als apòcrifs que permeti afirmar que Maria de Magdala fou l'esposa de Jesús de Natzaret. Per a la majoria dels estudiosos del Jesús històric és una possibilitat que ni tan sols mereix ser considerada seriosament. Els partidaris d'aquesta idea, tanmateix, es basen en tres arguments: 
1. En diversos textos gnòstics, com l'evangeli de Felip, es conta que Jesús tenia amb Maria Magdalena una relació de més proximitat que amb la resta dels deixebles, inclosos els apòstols. En concret, l'evangeli de Felip la denomina "companya" de Jesús. Tanmateix, aquesta interpretació no té en compte que, d'acord amb el caràcter simbòlic d'aquests texts, el més probable és que Maria Magdalena hi sigui una representació dels gnòstics com a veritables dipositaris dels coneixements secrets de Jesús, en tant que els apòstols simbolitzen segurament l'Església oficial que, segons el punt de vista gnòstic, no en va comprendre els ensenyaments i els va tergiversar.
2. Als evangelis canònics, Maria Magdalena és, excloent la mare de Jesús, la dona que en més ocasions apareix, i se la presenta, alhora, com a seguidora propera a Jesús. La seva presència en els moments crucials de la mort i resurrecció de Jesús pot suggerir que hi estava lligada per llaços maritals.
3. Un altre argument que esgrimeixen els defensors de la teoria del matrimoni entre Jesús i Maria Magdalena és que a la Palestina de l'època era estrany i mal vist que un home jueu de l'edat de Jesús (uns trenta anys) es mantingués solter, especialment si es dedicava a predicar com un rabí, ja que hauria vulnerat el manament diví de "creixeu i multipliqueu-vos". Tanmateix, el judaisme que va professar Jesús era molt diferent de l'actual i el paper del rabí no estava encara ben definit. Solament després de la destrucció del Segon Temple, l'any 70, el paper del rabí va quedar establert amb claredat en les comunitats jueves. Abans de Jesús, s'ha demostrat l'existència de mestres religiosos solters, per exemple, en els cercles essenis. També sant Joan Baptista fou fadrí, segons tots els indicis. Més endavant, alguns primers cristians, com Pau de Tars, serien també predicadors solters.

### Autora delQuart Evangeli
Ramón K. Jusino ha proposat la teoria que Maria Magdalena fos el "deixeble que estimava Jesús", tal com es presenta l'autor de l'Evangeli de Joan i que és tradicionalment identificat amb l'apòstol Joan. Jusino es basa en el fet que en diversos textos apòcrifs, com els citats més amunt, es diu que hi va haver una relació d'especial proximitat entre Jesús i Maria Magdalena.
Segons Jusino, que basa la seva teoria en un llibre del prestigiós erudit bíblic Raymond E. Brown, l'evangeli recolliria la tradició d'una comunitat que Brown va denominar joànica, que es remuntaria a Maria Magdalena com a testimoni visual de Jesús. Aquesta teoria no compta amb l'acceptació de la majoria dels historiadors i investigadors bíblics.

## Filmografia
| Any  | Pel·lícula                    | Director          | Actriu          |
| ---- | ----------------------------- | ----------------- | --------------- |
| 1977 | Jesus of Nazareth             | Franco Zeffirelli | Anne Bancroft   |
| 1988 | The Last Temptation of Christ | Martin Scorsese   | Barbara Hershey |
| 2004 | The Passion of the Christ     | Mel Gibson        | Monica Bellucci |